# Спортивный агент

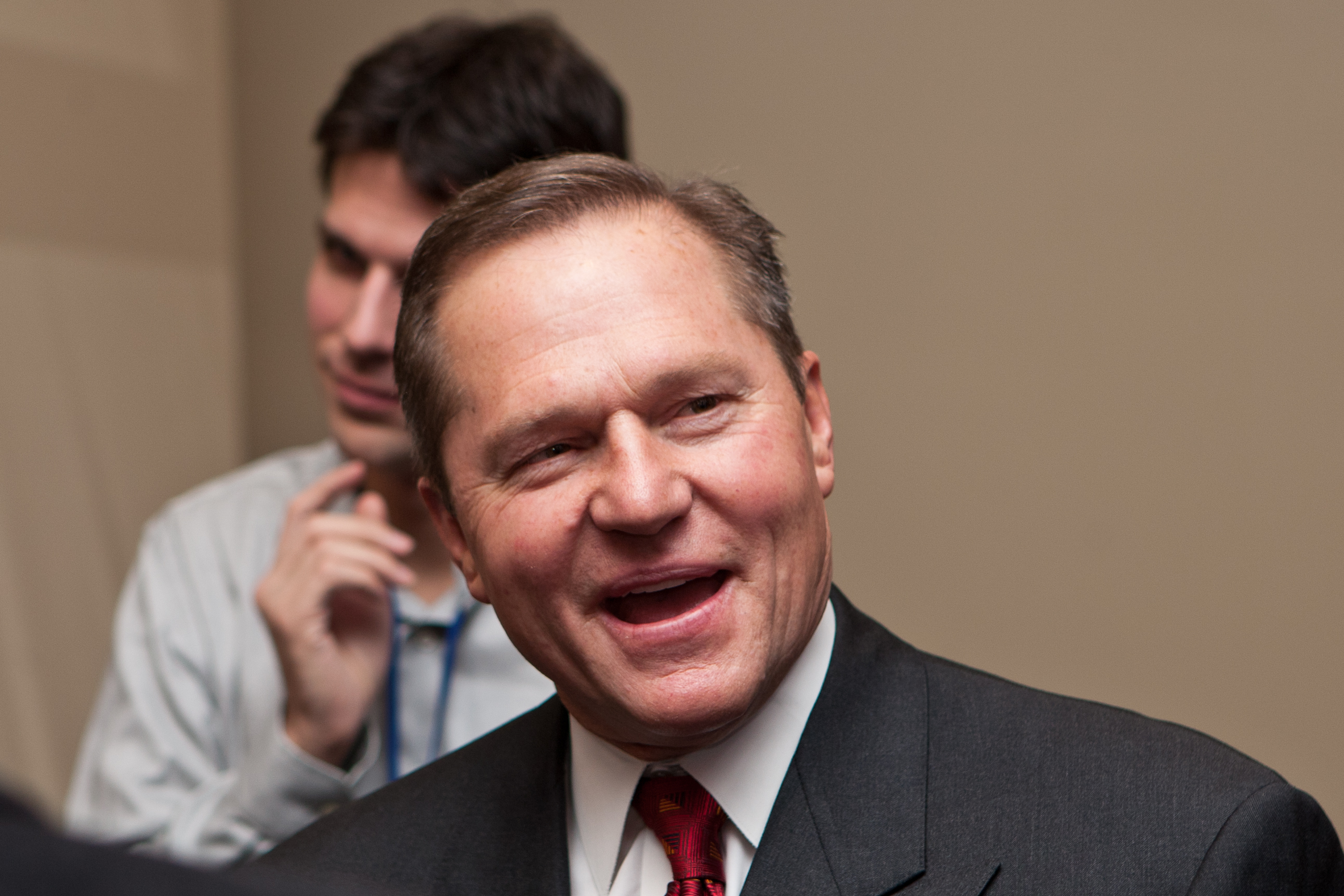
Скотт Борас один из самых влиятельных спортивных агентов в бейсболе.

Спортивный агент — менеджер, который на основании договора со спортсменом, занимается представлением его интересов во взаимоотношениях с различными контрагентами (например, со спортивными клубами и компаниями).
Действует в рамках правил определяемых спортивными федерациями тех видов спорта в которых выступает спортсмен интересы которого он представляет. Как правило, агенты используются в качестве посредников при заключении контрактов для своих клиентов, получая при этом процент с заключаемых сделок, что и является их основным доходом.
Основные направления деятельности агента:
- оформление отношений спортсмена с работодателем,
- поиск наиболее выгодных контрактов со спонсорами и рекламодателями,
- урегулирование финансовых и юридических вопросов,
- страхование спортсменов[1].

В некоторых крупных спортивных компаниях, таких как: IMG, Creative Artists Agency и Octagon, агенты заниматься всеми аспектами финансов клиента, от инвестиций до подачи налоговых деклараций. Из-за продолжительности и сложности спортивных контрактов, многие агенты являются профессиональными юристами, и имеют опыт работы в спортивном праве. Из-за специфики деятельности агенты должны в достаточной степени разбираться в вопросах финансов, оценки рисков, а также в спорте, иметь высокие навыки ведения переговоров. При этом в тех случаях, когда агент представляет интересы нескольких спортсменов одновременно важен навык работы в многозадачном режиме.
Спортивные агенты могут осуществлять свою деятельность как самостоятельные юридические лица, так и от лица спортивных компаний. Количество клиентов с которыми может работать один агент, не ограничивается какими либо правовыми актами и регулируется рынком.

## Футбольные агенты
До начала 1990-х годов большинство футболистов не пользовалось услугами агентов, предпочитая вести дела самостоятельно или через своих родственников. Однако постепенно футболисты стали замечать, что уровень заработной платы у тех игроков, которые пользуются услугами агентов, выше, чем у тех, которые решают вопросы сделок с клубами самостоятельно. Изначально деятельность футбольных агентов должна была регулироваться ФИФА, с этой целью организация ввела процесс лицензирования агентов, лицензия стоила 200 000 швейцарских франков, и являлась крайне долгосрочной инвестицией с точки зрения извлечения прибыли. В ответ на эти действия ФИФА на рынке стали появляться теневые агенты, ведущие свои дела с использованием незаконных схем и криминала. В 2001 году ФИФА приняла решение отказаться от самостоятельного лицензирования агентов, передав эти функции национальным футбольным ассоциациям, с правом самостоятельного определения стоимости лицензии, лицензии резко подешевели (стоимость агентской лицензии в Российской Федерации в 2008 году была эквивалентна 2 000 долларов США). К 2002 году, по данным ФИФА, на рынке работало уже 5187 лицензированных футбольных агентов по всему миру. С 2013 года ФИФА запрещает агентам и специально созданным фирмам (третьим лицам) выкупать права (доли прав) на футболистов, таким образом экономические права на игроков должны принадлежать исключительно футбольным клубам, что, в конечном итоге, должно привести все футбольные лиги мира к единым правилам функционирования рынка.